# Cornélio Ribeiro
 Cornélio Ribeiro  (Carmo, 25 de maio de 1948) é um empresário e político brasileiro. Foi vereador em Nova Iguaçu entre 1989 e 1990 e deputado estadual e federal, entre 1990 e 1994 e 1999 e 2003.